# Peter Griffin
Peter Leonard Justin Griffin is het hoofdpersonage in de Amerikaanse animatieserie Family Guy. De stem van Peter wordt ingesproken door de maker en hoofdschrijver van de show Seth MacFarlane.
Peter is het hoofd van de familie Griffin en het centrale personage in de show. Hij is getrouwd met Lois Pewterschmidt, en is de vader van dochter Meg, en zoons Chris en Stewie. Zijn vrienden omvatten zijn sprekende hond Brian, deli-eigenaar Cleveland, de seksgeobsedeerde Quagmire en de lichamelijk gehandicapte Swanson.
Peter staat er bekend om niet bepaald slim te zijn, hij wordt door de staat Rhode Island als achterlijk verklaard, hierdoor werd hij een keer in een aflevering Texas uitgejaagd. Ook is hij erg dik en had hij hierdoor in een aflevering zijn eigen zwaartekrachtsveld. Tot halverwege seizoen 3 werkte hij in een speelgoedfabriek. Daarna werkte hij een tijdje als visser. Nu werkt hij in de bierbrouwerij van zijn favoriete biermerk, Pawtucket Patriot Ale. Alhoewel hij door zijn kinderachtige en incompetente gedrag zijn familie vaak in gevaar brengt, geeft hij wel veel om hen. Zijn hobby's zijn bier drinken met zijn vrienden, tv-kijken en scheten laten. Ook heeft hij ooit in een zanggroepje, The Four Peters, gezongen. Tevens is Peter Griffin dol op het nummer Surfin' Bird van The Trashmen.